# Монерагала
Монерагала (синг. මොනරාගල, трансліт. Monarāgala; там. மொணராகலை, трансліт. Moṇarākalai) — місто, розташоване в окрузі Монерагала, провінція Ува, Шрі-Ланка. Це найбільше місто округу Монерагала[джерело?] і знаходиться на 57,3 км на північний захід від Бадулли, столиці провінції Ува. Місто Монерагала знаходиться на висоті 151 м над рівнем моря на головній дорозі Коломбо-Баттікалоа.